# Guy Cupfer
Guy Cupfer, né le 9 avril 1908 à Paris 16e arrondissement (Seine) et mort le 21 mai 1992 à Cannes (Alpes-Maritimes), est un homme politique français.

## Biographie
Fils d'un diamantaire, Guy Cupfer fréquente le Lycée Janson-de-Sailly, puis la faculté de droit de Paris, et termine ses études avec un diplôme d'études supérieures. Il est d'abord clerc d'avoué, en 1929, avant de devenir avocat à la cour d'appel de Paris deux ans plus tard.
Après la seconde guerre mondiale, il s'installe en Eure-et-Loir et exerce comme avocat à Chartres. En 1948, il devient bâtonnier du barreau de Chartres, fonction qu'il conserve jusqu'à son élection comme député.
Conseiller municipal de Chartres depuis 1953, il se présente en Eure-et-Loir, en deuxième position sur la liste soutenue par le Parti radical et conduite par Edmond Desouches aux élections législatives de 1956, et est élu député.
A l'assemblée, il intervient sur des sujets divers, mais surtout sur les questions liées à l'organisation de la justice (procédure pénale, statut des magistrats et des huissiers...), et sur des points de droit civil (adoption et légitimation adoptive)
Il n'est pas réélu en 1958 et quitte la scène politique nationale.

## Décoration
- Commandeur de l'ordre du Mérite agricole (1981)[2].
- Officier de l'ordre du Mérite civil (1960)[3].

## Détail des fonctions et des mandats
Mandat parlementaire
- 2 janvier 1956 - 8 décembre 1958 : député d'Eure-et-Loir